# Najib Amhali
Najib Amhali, né le  4 avril 1971 à Nador (Maroc), est un acteur néerlandais d'origine marocaine. Il est l'une des personnalités les plus connues aux Pays-Bas.

## Biographie
Najib Amhali grandit dans la ville de Krommenie aux Pays-Bas.

## Filmographie

### Cinéma
- 1995 : Walhalla (nl)
- 1995 : De betekenis van de nacht
- 1998 : Jezus is een Palestijn
- 1999 : De Boekverfilming
- 2001 : De nacht van Aalbers
- 2001 : Baby Blue
- 2004 : Shouf Shouf Habibi!
- 2008 : Spion van Oranje
- 2012 : Doodslag
- 2013 : Valentino

### Télévision
- 1990 : Barst[Quoi ?]
- 2006 : Najib loopt warm
- 2008 : Najib wordt wakker
- 2013 : The Comedy Factory
- 2014 : Bluf (nl)
- 2016 : Het zijn net mensen

### Séries
- 1995 : In voor- en tegenspoed
- 1998 : Bed & Breakfast (nl)
- 1998 : Flodder
- 2001 : Kopspijkers
- 2003 : Najib en Julia
- 2005 : Keyzer & De Boer Advocaten
- 2012 : Neonletters
- 2014 : De TV Kantine

### Spectacles
- 1998 : Vol = vol
- 2000 : Veni Vidi Vici[Quoi ?]
- 2002 : Freefight[Quoi ?]
- 2005 : Most Wanted
- 2008 : Zorg dat je erbij komt
- 2009 : The Best of Najib Amhali
- 2012 : Alles komt goed
- 2015 : I Amhali